# Pasaporte de Botsuana
Los pasaportes de Botsuana se emiten por la División de Pasaportes del Departamento de Inmigración y Ciudadanía en el Ministerio de Nacionalidad, Inmigración y Asuntos de Genero para los ciudadanos de Botsuana para viajes internacionales.
El 8 de marzo de 2010, el Departamento de Inmigración y Ciudadanía comenzó a emitir pasaportes electrónicos   La validez de todos los pasaportes no electrónicos de Botswana expiró el 31 de diciembre de 2011.
El pasaporte de Botsuana, que presenta 48 páginas, se escribe en inglés y francés. La primera página muestra un mapa de Botsuana superpuesto con la vida silvestre.
A partir de 2014, el pasaporte de Botsuana fue el cuarto más poderoso en el continente africano, permitiendo los ciudadanos de Botsuana de viajar a al menos 70 países sin visa,  28 con visa a la llegada y 121 que requieren visa.  El pasaporte ocupa el puesto 58 en el mundo. 